# Santa Catarina Juquila
Santa Catarina Juquila es una localidad situada en el estado mexicano de Oaxaca. Según el censo de 2020, tiene una población de 8084 habitantes. Está ubicada en la región de la Costa de la entidad. Es la cabecera del municipio del mismo nombre. Es uno de los centros de peregrinación religiosa más importantes de México, al venerarse en su templo la imagen mariana de Nuestra Señora de Juquila.

## Personajes
- Ernesto Flores Zavala, abogado y director de la Facultad de Derecho de la Universidad Nacional Autónoma de México (1966-1970).